# Działko Typ 99-2
Działko Typ 99-2 (karabin maszynowy Marynarki Typ 99-2) – działko lotnicze kalibru 20 mm używane w samolotach Japońskiej Cesarskiej Marynarki Wojennej w okresie II wojny światowej.  Działko bazowało na licencyjnym Oerlikonie FF L.

## Nazwa
W Cesarskiej Marynarce Wojennej wszystkie automatyczne karabiny i działka lotnicze bez względu na ich kaliber określane były mianem kijuu (skrót od kikan juu czy „karabin maszynowy”), dalsze oznaczenie to rok wprowadzenia do służby i pokazywało dwie ostatnie cyfry roku według kalendarza japońskiego (2599 - 1939 w kalendarzu gregoriańskim).  W przypadku wprowadzenia modyfikacji w wyniku których powstał nowy model tej samej broni otrzymywała ona oznaczenie gata („model”), mniejsze modyfikacje w ramach tego samego modelu oznaczane były słowem kai (kaizo - „modyfikacja”, „zmiana”), na przykład oznaczenie 99 shiki 3 gata kai 2 jest tłumaczone jako „typ 99, model 3, druga modyfikacja”.

## Historia
W 1935 japońska Marynarka zakupiła przez podstawione osoby trzecie po kilka egzemplarzy działek Oerlikona FF F, FF L i FF S gdzie zostały zbadane i bardzo wysoko ocenione.  W 1937 utworzono firmę Dainihon Heiki KK która dzięki pomocy Marynarki zakupiła licencje do budowy wszystkich trzech działek.  Od 1939 firma Dainihon Heiki prowadziła już produkcję seryjną na dużą skalę.
Nazewnictwo produkowanych w Japonii oerlikonów FF L przeszło przez kilka zmian; pierwsze działa znane były jako „E shiki 2 gata” (wzór E, model 2 - „E” to skrót od „Erikon”, japońskiej pisowni Oerlikona), następnie znane były jako „E shiki 2 gou”, a do służby weszły już pod oznaczeniem „Typ 99-2” („99” to rok produkcji - zobacz wyżej, a „2” to pierwszy rodzaj takiego działka, w tym samym roku do produkcji, a później do służby weszło działko działko Typ 99-1).
W czasie wojny działka były wielokrotnie modernizowane, produkowano przynajmniej pięć wersji (gata) działka.  Wersja piąta została przyjęta do służby w maju 1945 i być może nie została użyta bojowo, wersja czwarta miała zmieniony mechanizm buforu zamka z kilkoma bardzo silnymi sprężynami i większą szybkostrzelność
Działko produkowane było w tylko wersji stałej - nieruchomej w myśliwcach lub ruchomej w wieżyczkach mechanicznych, nie produkowano wersji ruchomej, obsługiwanej ręcznie jak w przypadku działka Typ 99-1.  Działko używane było także w instalacjach typu Schräge Musik w myśliwcach nocnych takich jak Yokosuka D4Y2 i Nakajima J1N1-S.
Działka Typ 99-2 w znacznej mierze zastąpiło działko Typ 99-1 i używane były między innymi w takich samolotach jak:
- Aichi E16A[9]
- Aichi B7A[10]
- Kawanishi N1K1-J[11]
- Mitsubishi A6M[12]
- Mitsubishi G4M[13]
- Mitsubishi J2M[14]
- Nakajima J1N[15]
- Yokosuka D4Y[16]